# Sulfolobus
Sulfolobus es un género de arqueas del orden Sulfolobales que crecen en aguas termales y lo hacen de manera óptima cuando hay un pH entre 2 y 3, y temperaturas de entre 75 a 80 °C, convirtiéndolas en acidófilas e hipertermófilas. 
Las células de Sulfolobus tienen forma irregular y están flageladas. Su metabolismo es aerobio facultativo, pudiendo alternar entre el uso de oxígeno en la respiración o comportarse como quimiótrofos utilizando diversas especies de azufre.
Las especies de Sulfolobus son generalmente nombradas por la localización donde fueron aisladas por primera vez. Ejemplo de esto es S. solfataricus, que fue por primera vez aislada en el volcán Solfatara, cerca de Nápoles, en Italia. 
Algunas especies, como S. islandicus, pueden ser encontradas en todo el mundo en áreas donde haya actividad volcánica o geotérmica.
En investigación, diversas especies de Sulfolobus son utilizadas como modelos de crenarquea. Son también hospedadores de numerosos virus morfológicamente muy variados.